# Catedral basílica de San Francisco de Sales (Chambéry)
La basílica catedral de San Francisco de Sales o simplemente catedral de Chambéry (en francés: Basilique-Cathédrale Saint-François-de-Sales) es la catedral católica metropolitana de Chambéry, Saboya, Francia. Está dedicada a San Francisco de Sales. El 1 de noviembre de 1874 fue declarada como basílica menor.
Es la sede del arzobispado de Chambéry, Saint-Jean-de-Maurienne y Tarentaise, que fue creada en 1779 como obispado de Chambéry. Después de incorporar los territorios del obispado de Saint-Jean-de-Maurienne[[]] y el arzobispado de Tarentaise en 1801, fue elevado a un arzobispado en 1817. En 1825 Saint-Jean-de-Maurienne y Tarentaise fueron establecidos como diócesis independientes, En 1966 se añadieron de nuevo a la arquidiócesis de Chambéry, que en 2002 adoptó su nombre actual.
El edificio data del siglo XV, cuando fue construido como una capilla franciscana. El sitio es muy pantanoso y el edificio está apoyado por 30.000 pilotes. Se convirtió en catedral tras la creación de la sede en 1779. Durante la Revolución Francesa fue ampliamente desfigurado, y el interior fue totalmente restaurado a principios del siglo XIX.
El cercano museo de historia local, antiguo convento franciscano, ligado a la catedral por los claustros, alberga un díptico de marfil del siglo XII de inspiración bizantina.
La catedral  fue objeto en 1906 de una clasificación al título de monumento histórico de Francia.

## Véase también

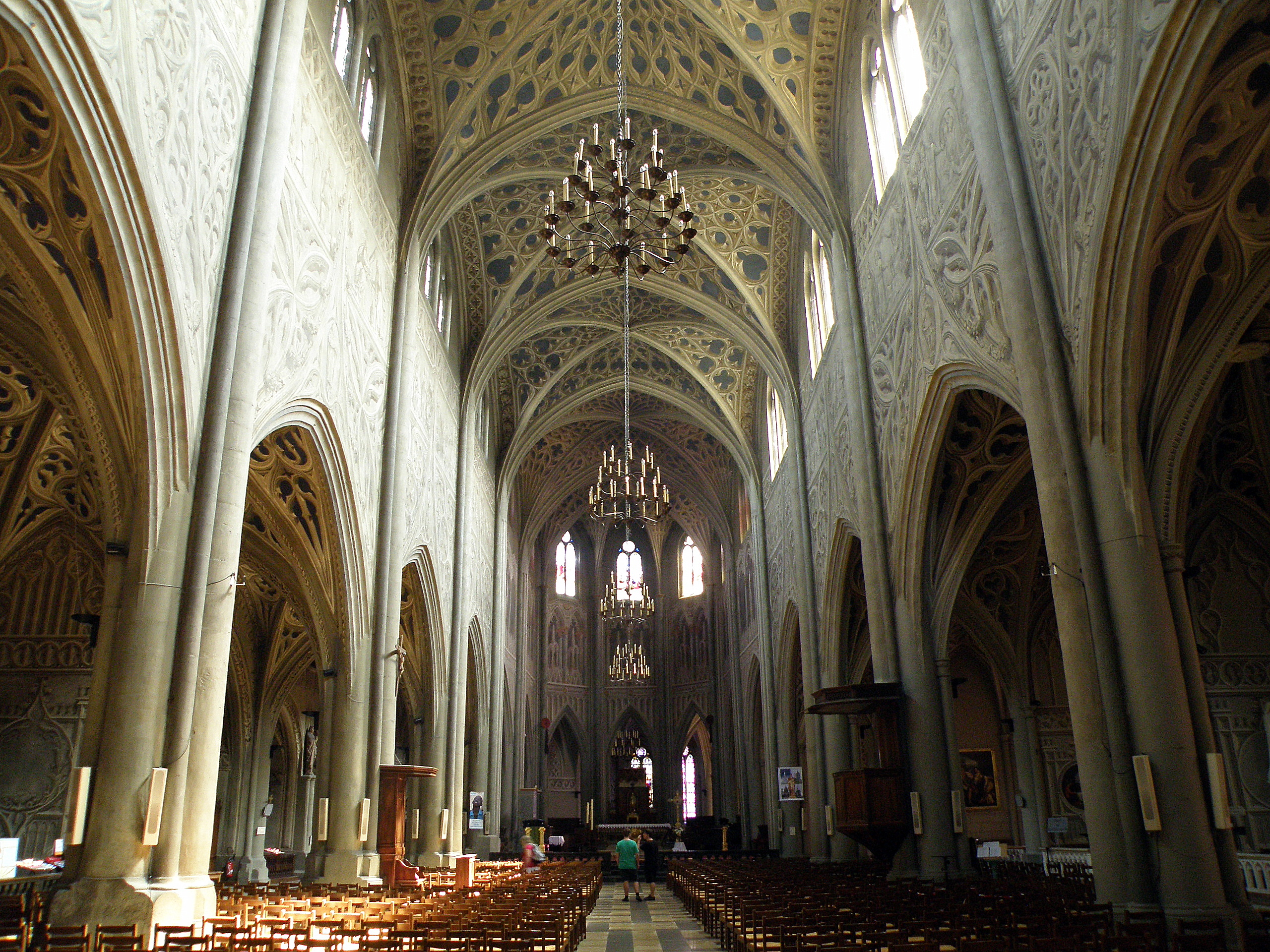
Vista interna